# Ophichthus rufus
Ophichthus rufus är en fiskart som först beskrevs av Rafinesque, 1810.  Ophichthus rufus ingår i släktet Ophichthus och familjen Ophichthidae. IUCN kategoriserar arten globalt som livskraftig. Inga underarter finns listade i Catalogue of Life.